# Clymenura columbiana
Clymenura columbiana är en ringmaskart som först beskrevs av Miles Joseph Berkeley 1929.  Clymenura columbiana ingår i släktet Clymenura och familjen Maldanidae. Inga underarter finns listade i Catalogue of Life.